# Mortierella epicladia
Mortierella epicladia är en svampart som beskrevs av W. Gams & Emden 1976. Mortierella epicladia ingår i släktet Mortierella och familjen Mortierellaceae.   Inga underarter finns listade i Catalogue of Life.